# 肉红杜鹃
肉红杜鹃（学名：Rhododendron igneum），为杜鹃花科杜鹃花属下的一个种。

## 扩展阅读
維基物種上的相關：肉红杜鹃